# Faro de Punta Lava
Der Faro de Punta Lava (auch Faro de las Hoyas) ist ein Leuchtturm an der Westküste der zu Spanien gehörigen Kanarischen Insel La Palma. Er dient der Positionsbestimmung der  Küstenschifffahrt und befindet sich in der Gemeinde Tazacorte, etwa 700 Meter nördlich des Ortes La Bombilla und etwa zwei Kilometer von Puerto Naos entfernt.
Der Turm wird von der Autoridad Portuaria de Santa Cruz de Tenerife (Hafenbehörde für die Provinz Santa Cruz de Tenerife) betrieben.

## Geschichte
Das Land, auf dem sich der Leuchtturm befindet, existierte vor 1949 noch nicht. Mit dem Vulkanausbruch des San Juan im Juni 1949 ergoss sich ein Lavastrom von der Westflanke der Cumbre Vieja ab etwa 1300 Meter über dem Meeresspiegel bis in den Atlantik und bildete dort eine große Lavaplattform im Meer. Auf dieser Lavaplattform befinden sich heute vor allem Bananenplantagen (Las Hoyas) mit der Playa Nueva (auch genannt: Playa de Los Guirres) im Norden, einem Badestrand mit Promenade, und im Süden der Strandsiedlung La Bombilla (mit kleinem Strand).
Im Nationalen Leuchtturm-Plan von 1985/1989 war zunächst der Bau eines Turms auf der Westseite der Insel bei der Punta del Moro (auf dem Gemeindegebiet von Tijarafe) vorgesehen; im Zuge der weiteren Planungen wurde der Standort jedoch 9 Kilometer südlich auf die Punta Lava verlegt. Der Leuchtturm wurde 1996 in Betrieb genommen.

## Turm
Der achteckige, weiße Betonturm ist 48 Meter hoch. Er steht auf einer großen Lavaplattform direkt am Atlantischen Ozean, etwa drei Meter über dem Meeresspiegel. Der Leuchtturm ist unter der internationalen Nummer D-2851 sowie der nationalen Kennung 13032 registriert.

## Ausrüstung

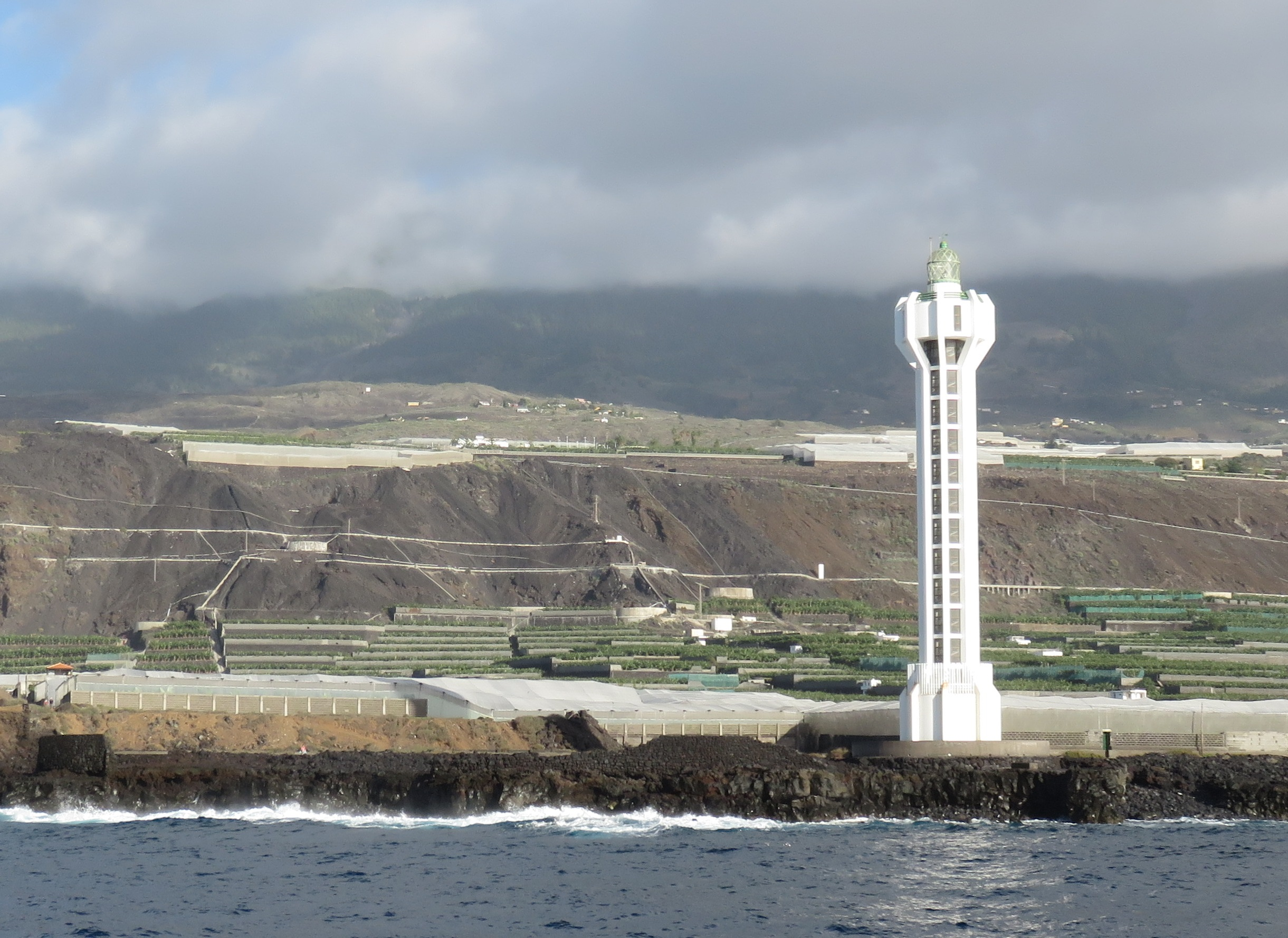
Faro de Punta Lava

Der Faro de Punta Lava ist einer von vier betriebsbereiten Leuchttürmen auf La Palma (im Norden befindet sich der Faro de Punta Cumplida, im Südosten der Faro de Arenas Blancas und im Süden der Faro de Fuencaliente).  Zunächst wurde er mit einer festen Acryl-Horizontoptik betrieben. 1998 wurde eine neue Optik installiert, und später wurden die Lampen durch andere mit versiegeltem Licht ersetzt. Seine drei, alle 20 Sekunden aufleuchtenden, weißen Lichter haben eine Tragweite von 20 Seemeilen.